# Bianzone
Bianzone är en ort och kommun i provinsen Sondrio i regionen Lombardiet i Italien. Kommunen hade 1 315 invånare (2018).